# Shepherd’s Bush (London Underground)

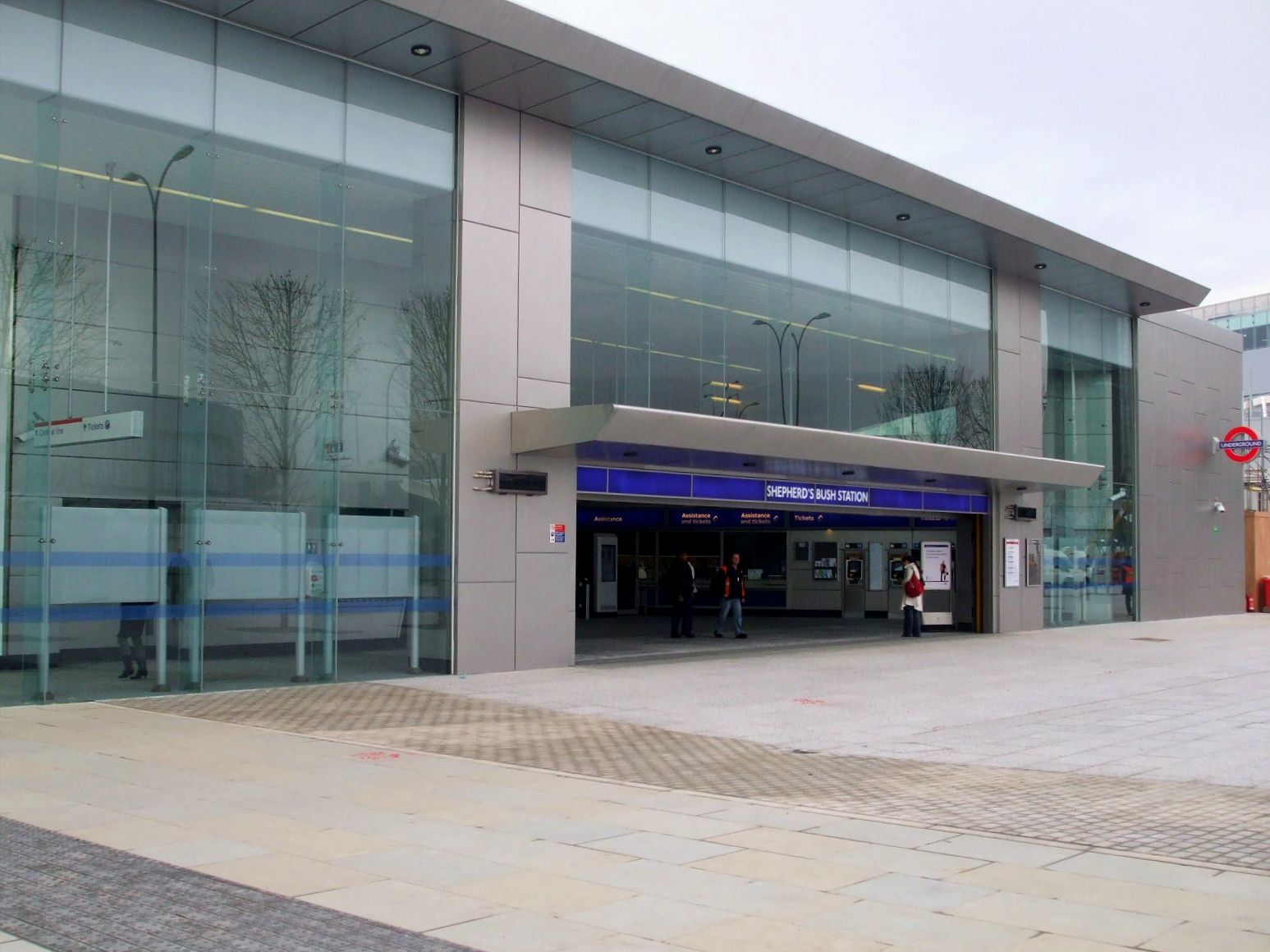
Eingang zur Station

Lage der Stationen in der Gegend um Shepherd’s Bush

Shepherd’s Bush ist eine unterirdische Station der London Underground im Stadtbezirk London Borough of Hammersmith and Fulham. Sie liegt in der Travelcard-Tarifzone 2 am östlichen Ende des Parks Shepherd’s Bush Green im Stadtteil Shepherd’s Bush. Im Jahr 2013 nutzten 22,87 Millionen Fahrgäste die von der Central Line bediente Station.

## Geschichte
Eröffnet wurde die Station am 30. Juli 1900. Sie war zunächst die westliche Endstation der Central London Railway (CLR), der Vorgängergesellschaft der Central Line. Wie bei der CLR üblich, war das Stationsgebäude von Harry Bell Measures entworfen worden. Nördlich der Station lagen das Elektrizitätswerk der Bahngesellschaft und das Depot an der Wood Lane, das durch einen eingleisigen Tunnel mit der Strecke verbunden war. Um das Ausstellungsgelände der Franco-British Exhibition an der Wood Lane zu erschließen, verlängerte man die Strecke dorthin und baute zu diesem Zweck eine Schleife um das Depot herum. Diese Verlängerung ging am 14. Mai 1908 in Betrieb.
Als Teil des New Works Programme des London Passenger Transport Board installierte man zwischen 1935 und 1940 Rolltreppen, um die ursprünglichen Aufzüge zu ersetzen. 1938 kam eine Verlängerung der Bahnsteige hinzu, um den Einsatz von Zügen mit acht anstatt wie bisher sieben Wagen zu ermöglichen. Im Rahmen des Stadtentwicklungsprojekts Westfield London wurde die Station vollständig umgebaut. Es entstanden verbesserte Umsteigemöglichkeiten zu den Buslinien und etwas weiter östlich der neue Bahnhof Shepherd’s Bush an der West London Line. Die Station Shepherd’s Bush war vom 2. Februar bis 5. Oktober 2008 geschlossen, um die über 80-jährigen Rolltreppen zu ersetzen und das alte Stationsgebäude durch einen Neubau zu ersetzen.